# 共産趣味
共産趣味（きょうさんしゅみ、英語:Communism hobbyist, the hobbyist）とは、左翼陣営・左翼思想、特に新左翼・過激派や旧社会主義国の指導者などの行動・言論等を観察する嗜好である。語源は「共産主義」の駄洒落。

## 概況
共産趣味は主に日本において存在し、その性格上、ネットを通じて広まった嗜好であることが特徴的である。その語源は、1997年誕生したサイト「マルチメディア共産趣味者連合」（マル共連、2010年2月ごろ、公式サイトアクセス不能）と思われる。また、この嗜好を有する者を、共産趣味者と称し、略して趣味者（「主義者」の、やはり洒落）と略されることもある。「共産趣味」という用語は以前からあったという説もあるが、マル共連「共産趣味とは」には、「『共産趣味』としたのは、ただ単に語呂が良かったと言うだけです。」とあり、マル共連創設時には、この用語が一般的ではなかったことをうかがわせる。また、ニフティサーブにマル共連に先んじて1996年に登場していた国際共産趣味PATIOも、「共産趣味」の源流のひとつとして挙げることができよう。
「共産趣味者」において「お笑い」を重視する趣味者は、爆笑的共産趣味者とも称される場合もある。極言をしてしまえば、彼等は「左翼オタク」、「左翼マニア」とも規定しうる。共産趣味者にはさまざまなタイプがいるが、観察対象に対して距離をおくという点で共通している。また、あくまでも嗜好であるため、左翼思想の持ち主とは区別されるべき存在である。にもかかわらず、実際に、左翼思想の持ち主と共産趣味者とが混同され、ネット掲示板などが荒れる原因のひとつになったことが幾度もあったため、「共産趣味」の定義については「共産趣味」の語を掲げたサイトや、そのネット掲示板における参加者たちによって規定されてきたが、共産趣味者を左翼と混同する人々もまた、根絶されたわけではない。なお、河上イチロー編著『サイバースペースからの挑戦状』にて、共産趣味者たちの言辞が記録されている。また、共産趣味の対象になりうる文書を「現代古文書」と呼称するケースもあるが、これは「共産趣味」の対象になり得る「左翼」の言辞を電子化したサイト「現代古文書研究会」に由来する。むろん、共産趣味のサイトを左翼のそれと看做されることを極度に嫌うケースは、決して少なくない。こうしたケースは、場合によっては掲示板への荒らしとみなされ、出入り禁止となる例がある（たとえば、戸田久和などがそれに該当する）。
官公庁や大学に所属し職業として研究している者と合わせ「ウォッチャー」とも呼ばれる。
共産趣味者は往々にして、左翼の一形態ではありえない。また、左翼の一部分とみなされることを極端に嫌悪する傾向が観られる。これは、共産趣味者を左翼の一形態とみなされることにより、「荒らし」に遭遇したことによる。

## 共産趣味のタイプ
興味本位・お笑い型
主に50 - 70年代の学生運動の生態や分裂を繰り返す極左団体・世界の共産主義運動や共産圏などへの興味から、文献・画像・グッズを漁ろうとするタイプで、政治思想的には左翼思想にシンパシーを抱いているとは限らず、むしろノンポリか、反共主義的な考えを持っている場合もある。余計なトラブルを避けるためか、自分自身の思想などをあまり書きたがらないケースも少なくない。しかし、場合によっては共産主義の古典などへの知識も求められるため、そういった文献を熱心に読む者も少なからず存在する。なお、共産圏の軍装などに興味を抱くミリタリーマニアや、コスプレの一種として軍装や「ゲバスタイル」に扮したり、「同志」「革命的」「反革命」「ヨシッ」「異議なし」「ナンセンス」「マンセー」「ウラー」などといった、「革命的な」用語を用いることもある。
特に、朝鮮民主主義人民共和国を趣味の対象とする人々は、朝鮮趣味者、チョソンクラスタなどと称される場合がある。
層が重なることもあり宗教、右翼、警察など、左翼に敵対的な立場の存在の文献・画像・グッズを漁る者、そして、共産趣味の対象になりうる文献を電子化し、ネットに公開する者もまた存在する。
右翼・宗教・警察・自衛隊（軍隊）関係の趣味者を「国粋趣味者」「萌国趣味者」（「報国」または「奉国」と「国萌え」をかけている）などと呼ぶこともあるが、あまり言葉としては定着に至っていない。
シンパ・思い入れ型
共産主義・社会主義・無政府主義、あるいはこうした思想を掲げる組織などに共感、少なくとも幾分かの思い入れを抱き、あるいはそれらに対する一定の評価をしつつも、多くの場合それに負の側面を捉え、距離を保ちながら観察する。場合によっては、集会やデモに参加して、その報告を行うこともある。また、機関紙誌に投稿している趣味者など、距離の置き方が狭い場合もまた、存在する。こういった場合、距離をおいて自分たちのことを見ることができるかが重要な部分であるという考えが、共産趣味に該当するネット掲示板の参加者においては、共有されていると見られる。生活の中心としてではなく趣味の範囲で共産主義活動を行うという意味で共産趣味者を名乗っている場合もあり、このタイプの存在が共産趣味者という存在を複雑化している原因でもある。
傍観・冷笑型
現在も活動を続ける過激派、左翼組織、活動的個人の実情からかけ離れた大言壮語やそれとうらはらな運動・組織実態を、冷静あるいはシニカルにネット上などで指摘するタイプである。お笑い型と通じるところもあるが、より傍観的色彩が強い。その書き込みが強い虚無主義を感じさせることもあり、また「主義者」に対する冷笑ともとれるので、思い入れ型趣味者と激しい論争になることもある。しかし、この型に属する者も概して情報収集には力を入れており、思い入れ型などが思っていて言えないことを直截に指摘することもあるので、趣味者全体からは重宝がられている場合が多い。
回顧・回想型
かつて活動家として左翼運動や党派に参加した経歴を持つ者が、自己の体験や見聞をネット上などで語るタイプである。長い年月を経て過去の体験をある程度は客観的にみている場合が多く、その内容が一般には知られていない貴重な証言となっている例も少なくない。過去に自己が関わった運動・集団に対する態度は、今でも密かな思い入れを感じさせるもの、愛憎が入り交じった複雑なもの、過去の体験が今も傷として残っていると感じ取れるものなど、さまざまである。いずれの場合も、現在の自己については口を閉ざして語らない者が少なくない。

### 個人研究
- インリン・オブ・ジョイトイ - 公式サイトに「共産趣味」の文言が見られる。
- 戸田久和 - 共産趣味者の掲示板を荒らし、出入禁止となった[6]。
- 米沢泉美 - 元共産趣味者。新宿ロフトプラスワンにて開催されたイベント「いずみちゃんナイト」にて、共産趣味のコーナーを設けた時期がある。
- 上坂すみれ - 上智大学ロシア語学科卒。ソビエト連邦・ロシアをこよなく愛好しており造詣が深い。webラジオ『A&G NEXT GENERATION Lady Go!!』では「同志諸君」「革命的」「粛清」「資本主義に染められていく」といった一般的な声優ラジオとはおよそかけ離れた共産趣味的な発言がみられる。

## 関連書籍
- 毎日新聞社編 『1968年』 毎日新聞社〈毎日ムック―シリーズ20世紀の記憶〉、1998年、ISBN 978-4620791111
- 蔵田計成『検証内ゲバ PART2』社会批評社、2003年。ISBN 978-4916117533
- 井浦伊知郎『アルバニアインターナショナル』社会評論社、2009年。ISBN 978-4784511112
- 伸井太一『ニセドイツ〈1〉 ≒東ドイツ製工業品』社会評論社、2009年。ISBN 978-4784511129
- 伸井太一『ニセドイツ〈2〉≒東ドイツ製生活用品』社会評論社、2009年。ISBN 978-4784511136
- 伸井太一『ニセドイツ〈3〉ヴェスタルギー的西ドイツ (資本趣味インターナショナル)』2012年、ISBN  978-4-7845-1114-3
- 高英起『金正恩 核を持つお坊っちゃまくん、その素顔』宝島社、2013年。ISBN 978-4-8002-1327-3
- 鈴木健太、亀田真澄、百瀬亮司、山崎信一、濱崎誉史朗『アイラブユーゴ1 (自主管理社会趣味1)』社会評論社、2014年。ISBN 978-4-7845-1107-5